# Stefan Cherneski
Stefan Cherneski (né le 19 septembre 1978 à Winnipeg province du Manitoba) est un joueur professionnel canadien de hockey sur glace.

## Carrière en club
En 1995, il commence sa carrière avec les Wheat Kings de Brandon dans la Ligue de hockey de l'Ouest. L'équipe remporte la Coupe Ed Chynoweth cette année-là et participe à la Coupe Memorial. Il est repêché par les Rangers de New York en première ronde, 19e au total, au repêchage d'entrée dans la LNH 1997. En 1998, il passe professionnel avec le Wolf Pack de Hartford, club école des Rangers dans la Ligue américaine de hockey. Le 13 novembre 1998, il se fracture la patella droite. Il est forcé de mettre un terme à sa carrière à cause de cette blessure le 2 janvier 2001.

## Trophées et honneurs personnels
- 1997 : élu étudiant de la saison de la Ligue canadienne de hockey.

## Statistiques
Pour les significations des abréviations, voir Statistiques du hockey sur glace.

### En club
| Saison    | Équipe                 | Ligue |    | Saison régulière | Saison régulière | Saison régulière | Saison régulière | Saison régulière |    | Séries éliminatoires | Séries éliminatoires | Séries éliminatoires | Séries éliminatoires | Séries éliminatoires |
| Saison    | Équipe                 | Ligue | PJ | B                | A                | Pts              | Pun              | PJ               | B  | A                    | Pts                  | Pun                  |                      |                      |
| 1995-1996 | Wheat Kings de Brandon | LHOu  | 58 | 8                | 21               | 29               | 62               | 19               | 3  | 1                    | 4                    | 11                   |                      |                      |
| 1996-1997 | Wheat Kings de Brandon | LHOu  | 56 | 39               | 29               | 68               | 83               | --               | -- | --                   | --                   | --                   |                      |                      |
| 1997-1998 | Wheat Kings de Brandon | LHOu  | 65 | 43               | 38               | 81               | 127              | 18               | 15 | 8                    | 23                   | 21                   |                      |                      |
| 1998-1999 | Wolf Pack de Hartford  | LAH   | 11 | 1                | 2                | 3                | 41               | --               | -- | --                   | --                   | --                   |                      |                      |
| 1999-2000 | Wolf Pack de Hartford  | LAH   | 1  | 0                | 0                | 0                | 0                | --               | -- | --                   | --                   | --                   |                      |                      |
| 2000-2001 | Wolf Pack de Hartford  | LAH   | 28 | 1                | 7                | 8                | 43               |                  |    |                      |                      |                      |                      |                      |